# Монтегю Беннет, Джордж, 7-й граф Танкервиль
Джордж Монтегю Беннет, 7-й граф Танкервиль (англ. George Bennet, 7th Earl of Tankerville; 30 марта 1852 — 9 июля 1931) — британский пэр , офицер Королевского флота и британской армии, ковбой, цирковой клоун и певец на собраниях возрождения.

## Ранняя жизнь
Родился в отеле Кларидж на Брук-стрит в Лондоне 30 марта 1852 года. Второй сын Чарльза Беннета, 6-го графа Танкервилля (1810—1899), и Оливии Монтегю (1830—1922). Его старший брат Чарльз, лорд Оссалтон (1850—1879), наследник, умер неженатым от холеры в Индии 29 июня 1879 года во время службы в стрелковой бригаде. Джорджа называли лордом Беннетом в то время, когда он стал наследником .
Как единственный выживший сын, Джордж сменил своего отца на посту графа Танкервилля после смерти последнего 18 декабря 1899 года.

## Карьера
В 1865 году Джордж Беннет поступил на службу в Королевский флот, с 1867 по 1869 год — гардемарин. Он учился в государственно школе в Рэдли с 1869 по 1870 год. Он поступил на службу в британскую армию, стал лейтенантом стрелковой бригады в 1872 году и служил адъютантом лорда-лейтенанта Ирландии с 1876 по 1880 год.
Занимал должности заместителя лейтенанта Нортумберленда и мирового судьи в Нортумберленде.
Он путешествовал по США в 1892 годe, подружившись с двумя сторонниками возрождения, Айрой Д. Сэнки и Дуайтом Л. Муди, сопровождая их как в Америке, так и в Великобритании. Некоторое время он проработал ковбоем в западных штатах.
Известный как «Поющий граф», он пел гимны во время своей работы по возрождению и принимал участие в концертах на севере Англии. (Его голос сбивает с толку и как "богатый бас-баритон ", и как «прекрасный тенор»). Он учился вокалу у Джованни Сбриглии.

## Семья

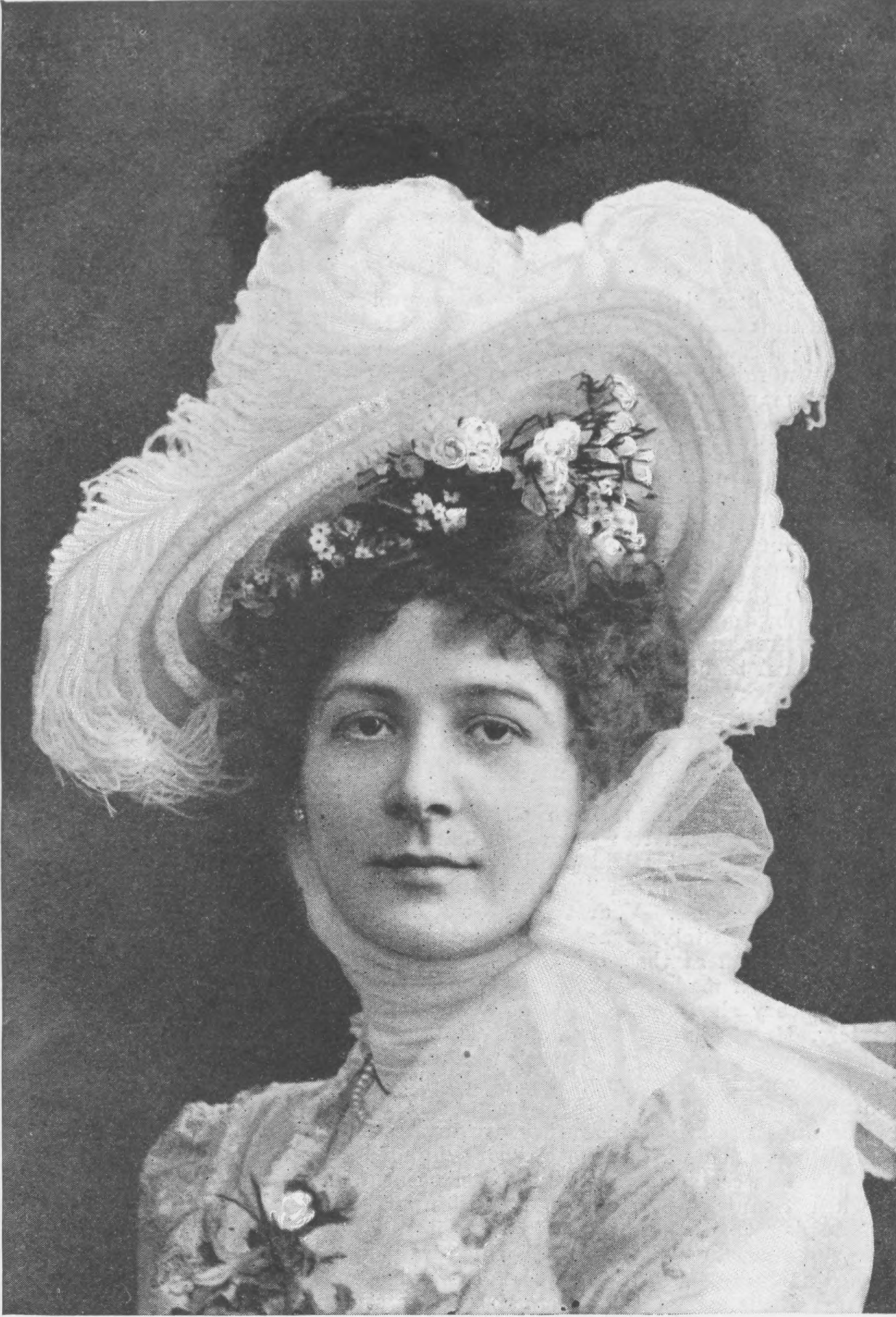
Леонора ван Мартер, супруга 7-го графа Танкервиля

Лорд Танкервилль, который какое-то время был клоуном в цирке, познакомился со своей будущей женой, Леонорой Софией ван Мартер (? — 1949), когда он перевернулся через диван в гостиной Нью-Йорка и чуть не упал ей на колени. Они поженились в Такоме, штат Вашингтон, 23 октября 1895 года. До свадьбы Леонора, дочь доктора Джеймса Гилберта ван Мартера, работала учителем музыки в Нью-Йорке. У супругов было четверо детей (два сына, две дочери):
- Достопочтенная Джорджина Беннет (16 июля 1896 — 17 июля 1896), умершая в младенчестве[4].
- Чарльз Беннет, 8-й граф Танкервилль (16 августа 1897 — 1 декабря 1971), который женился на Роберте Митчелл (урожденной Нолан) в 1920 году[7]. Супруги развелись в 1930 году, и граф снова женились на Вайолет Паллин в 1930 году[4].
- Леди Ида Оливия Софи Беннет (10 ноября 1898 — май 1900), умершая в детстве[4].
- Достопочтенный Джордж Уильям Беннет (21 ноября 1903 — 12 февраля 1981), женившийся на Констанс Клэр Уэйс в 1929 году[4].

79-летний лорд Танкервилл скончался в семейной резиденции в замке Чиллингем, Нортумберленд, 9 июля 1931 года от последствий желудочного кровотечения и был кремирован и похоронен в Чиллингеме. После его смерти поместье Чиллингем было расформировано, и графиня Танкервилль переехала в Эдинбург, Шотландия, где она умерла 15 февраля 1949 года.